# Mohammed Atta
Pour les articles homonymes, voir Atta (homonymie).
Mohammed Atta As-Sayed (en arabe : محمد عطا السيد), né le 1er septembre 1968 et mort le 11 septembre 2001, est l'un des terroristes impliqués dans les attentats du 11 septembre 2001 aux États-Unis. Le FBI le cite comme étant le coordonnateur des détournements et le pilote du premier avion, le vol American Airlines 11 qui s'est écrasé contre la tour nord du World Trade Center. Selon les services secrets français, il a séjourné en Bosnie-Herzégovine à plusieurs reprises entre 1994 et 1999.
Il était aussi connu sous les identités de Mehan Atta, Mohamed Atta, Mohammad El-Amir, et Mohamed El Sayed, entre autres.

## Biographie

### Jeunesse et études
Mohammed Atta naît le 1er septembre 1968 à Kafr el-Cheik, une ville du delta du Nil en Égypte. Égyptien de naissance, il était également détenteur d'un passeport d'Arabie saoudite. Il a grandi dans une famille plutôt stricte à Gizeh dans la banlieue du Caire. Son père, avocat, souhaite que ses enfants soient bien éduqués. Mohammed est donc un élève studieux et obtient de bonnes notes. En 1990, il reçoit le diplôme d'architecture de l'université du Caire. Après avoir travaillé pendant deux ans à l'urbanisme du Caire, il s'installe en Allemagne, avec l'aide d'une famille rencontrée au Caire, pour poursuivre ses études. De 1993 à 1999, il suit donc des études de planification urbaine à l'université de Hambourg. Contrairement à nombre de ses camarades djihadistes, il demeure appliqué dans ses études et les mène jusqu'au bout.

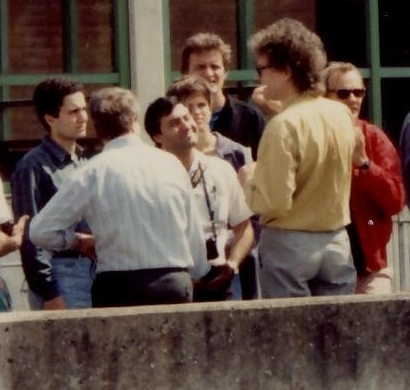
Mohamed Atta (à gauche) en tant qu'étudiant en Allemagne, mai 1993.

En Allemagne, il trouve un emploi comme vendeur de voitures tout en étudiant l'histoire des paysages d'Alep, ville du nord de la Syrie. Il rédige également une thèse sur les aspects du conflit de la civilisation arabe face à la modernité, notamment l'impact des tours sur le développement de la ville. Plus tard, il est invité par son directeur de thèse Dittmar Machule à Alep pour trois jours de visite archéologique. Bien qu'Égyptien, il est enregistré en Allemagne comme ressortissant des Émirats arabes unis. Un ami allemand le décrira comme une personne intelligente ayant quelques croyances religieuses mais également comme quelqu'un en colère face à la politique occidentale vis-à-vis du Moyen-Orient, y compris les accords d'Oslo et la première guerre du Golfe. Dans un entretien télévisé, son ami Ralph Bodenstein, qui voyagea, travailla et parla beaucoup avec lui, dira : « Il était très en colère contre l'attitude d'Israël dans la région et contre la bienveillance américaine vis-à-vis de la politique israélienne : cela le rendait très triste et il en souffrait beaucoup. » Il met en perspective un article de Robert Fisk mentionnant son testament rédigé peu après le bombardement de Cana de 1996 par l’armée israélienne 
La commission d'enquête américaine sur les attentats du 11 septembre 2001 précise que « dans ses discussions avec d'autres étudiants, Atta tenait de virulents propos antisémites et antiaméricains. Il condamnait un hypothétique mouvement juif mondial qui, selon lui, contrôlait le monde financier et les médias depuis New York. Il était également très polémique avec certains gouvernements arabes. Pour lui, Saddam Hussein était un comique créé par les États-Unis pour donner à Washington une excuse pour intervenir au Moyen-Orient ».
Pendant son séjour en Allemagne, Atta devient de plus en plus religieux, surtout après son pèlerinage à la Mecque en 1995. Un terroriste allemand originaire de Syrie Mohammed Haydar Zammar déclare l'avoir rencontré et recruté pour al-Qaïda. Atta commence à participer à des prières de groupe à l'université. Il se fait l'avocat d'un jihad violent et, alors qu'il fait partie d'un groupe essayant de créer des liens entre l'Orient et l'Occident, il se montre peu enthousiaste à construire de tels liens. Néanmoins, parmi les personnes qui l'entourent, il se révèle comme une personne intelligente, charismatique mais intolérante, et sachant prendre des décisions.

### Embrigadement avec Al-Qaïda
C'est en fréquentant la mosquée Sud à Hambourg qu'Atta rencontre Mohammed Haydar Zammar. Zammar est une figure connue de l'islam local (et des services de sécurité allemands et américains). Il a combattu en Afghanistan et prône un jihad dur, mais il est également recruteur pour le compte d'Al-Qaïda. Le 1er novembre 1998, Atta change d'appartement et s'installe avec les terroristes Said Bahaji et Ramzi Binalshibh au 54, Marienstraße. C'est l'acte fondateur de la cellule de Hambourg.
Les terroristes se rencontrent 2 ou 3 fois par semaine pour discuter de leurs sentiments antiaméricains. À ces réunions se retrouvent, outre Mohammed Haydar Zammar, d'autres futurs terroristes tels que Marwan al-Shehhi, Zakaria Essabar, Mounir al-Motassadeq, Ziad Jarrah, Abdelghani Mzoudi, etc. Pendant cette période, un total de 29 membres du réseau d'al-Qaïda signaleront cette adresse comme étant la leur, le bail étant au nom d'Atta. C'est pendant la première moitié de 1999, passée dans cet appartement, que Mohammed Atta et ses compagnons vont véritablement se radicaliser, sous l'impulsion de Zammar. Ils reçoivent également la visite fréquente de Khalid Cheikh Mohammed, proche d'Oussama ben Laden et responsable à Al-Qaïda des opérations extérieures, c'est-à-dire des attentats.
Fin 1999, Atta, al-Shehhi, Jarrah, Bahaji, et Binalshibh décident de voyager en Tchétchénie pour combattre les Russes mais furent convaincus par Khalid El-Masri à la dernière minute de changer leur plan et de voyager plutôt en Afghanistan pour rencontrer Oussama ben Laden en vue de commettre des attentats. Ces informations furent récoltées par une intense surveillance de l'appartement de Marienstrasse et des écoutes téléphoniques par la CIA et les services secrets allemands. Le 29 novembre 1999, Mohammed Atta monte à bord du vol TK1662 de la Turkish Airlines de Hambourg à Istanbul puis change d'avion et prend le vol TK1056 en direction de Karachi au Pakistan. Atta a besoin de deux jours de voyage pour rejoindre sa destination finale, un camp d'entrainement d'al-Qaïda à Tarnak près de Kandahar en Afghanistan.
Les services d'investigation allemands ont la conviction que Mohammed Atta et 2 autres pirates de l'air ont suivi un entrainement dans les camps d'al-Qaïda en Afghanistan de fin 1999 à début 2000 ; ceci fut également confirmé par le directeur fédéral de l'agence anti crimes Klaus Ulrich Kersten, ainsi que par des vidéos découvertes en octobre 2006 montrant Atta lisant son testament le 18 janvier 2000.
À son retour, le 24 février 2000, Atta prend le vol TK1057 de Karachi vers Istanbul et le vol TK1661 pour Hambourg. Immédiatement après leur arrivée, Atta, al-Shehhi, et Jarrah déclarent leurs passeports volés, ce qui effacera toute trace de leur séjour en Afghanistan. Atta et les autres pirates de l'air commencent alors à se conduire de façon plus occidentale : ils se rasent la barbe et évitent de tenir des propos radicaux. Début 2000, la CIA place Atta sous surveillance en Allemagne, des agents le suivent et le voient acheter de grandes quantités de produits chimiques. En mars 2000, pendant son séjour en Allemagne, Atta contacte 31 différentes écoles de vol aux États-Unis, pour demander des renseignements sur des cours de pilotage.

### Séjour aux États-Unis
En mai 2000, Atta obtient un visa combiné B-1/B-2 (tourisme et affaires) pour les États-Unis, valable cinq ans. Début juin, il se rend en bus à Prague (en République tchèque), sans doute en ayant le dessein de brouiller ses pistes (plutôt que de partir directement de Hambourg). Il y séjourne une nuit, prenant le lendemain un avion pour Newark. Atta entre aux États-Unis le 3 juin 2000. À ce moment, la CIA cesse de le surveiller et il est difficile de savoir si le FBI ou un autre service de sécurité prend le relais dans la surveillance de Mohammed Atta sur le territoire américain. En juillet, Atta et Marwan al-Shehhi s'inscrivent dans l'école de pilotage Huffman à Venice en Floride, Atta déclare être un descendant de la famille royale saoudienne et présente al-Shehhi comme son garde du corps. Tous deux passent leur certificat FAA de pilotage en novembre. Le 5 novembre 2000, Atta achète une vidéo sur la cabine de pilotage du Boeing 747-200 et Boeing 757-200 dans un magasin pour pilotes à Batavia dans l'Ohio, afin de commencer à s'entrainer au pilotage. Le 11 décembre 2000, Atta achète également une vidéo du cockpit de l'Airbus A320 et du Boeing 767-300ER dans le même magasin dans l'Ohio. Le 21 décembre, Atta et Marwan obtiennent leur licence de pilotage, puis le 26, ils louent un Piper Cherokee dont le moteur tombe en panne sur une piste de l'aéroport de Miami et pour lequel ils doivent appeler une dépanneuse, et, le 29 décembre, ils se dirigent vers l'aéroport de Opa-locka et suivent des cours de pilotage sur le Boeing 727 à l'aide d'un simulateur de vol.
Le téléphone portable d'Atta sera enregistré passant un appel à l'ambassade du Maroc à Washington le 2 janvier 2001 juste avant que al-Shehhi quitte le pays. Atta prend l'avion pour l'Espagne le 4 janvier pour rencontrer Binalshibh et retourne aux États-Unis le 10 janvier 2001. Pendant son séjour aux États-Unis, il voyage à Lilburn en Géorgie pour des raisons inconnues, et s'inscrit avec al-Shehhi à des cours de remise en forme dans un club ; ils restent dans les environs pendant plusieurs mois et, le 3 avril, tous deux louent une boîte postale à Virginia Beach en Virginie. Le 11 avril, Atta et al-Shehhi louent un appartement à Coral Springs en Floride, le 16 avril Atta est arrêté pour permis de conduire non valide. Il commence alors les démarches administratives et en obtient un le 2 mai à Lauderdale Lakes en Floride. Le 27 juin 2001, Atta prend un vol de Fort Lauderdale à Boston (Massachusetts) où il passe la journée avant de continuer pour San Francisco pour un court séjour ; ensuite, il se rend à Las Vegas. Le 28 juin Atta arrive à l'aéroport international McCarran à Las Vegas pour y rencontrer les trois autres pilotes et loue une Chevrolet Malibu à une agence de location Alamo Rent a Car (en). Le 29 juin, il loue une chambre à l'EconoLodge au 1150 South sur Las Vegas boulevard. Là, il présente sa carte AAA (Association américaine des automobilistes) pour bénéficier d'une réduction et paye 49,50 dollars en liquide pour la nuit. Pendant son séjour à Las Vegas, certains pensent qu'il aurait loué une caméra vidéo à Delray en Floride.

### Séjour en Espagne
Le 8 juillet 2001, Atta est filmé retirant 1 700 francs suisses d'un distributeur, le même jour, il achète un couteau suisse et quelques chocolats à l'aéroport de Zurich. Après un court séjour à Zurich, Atta arrive à Madrid, le 9 juillet au matin par le vol 656 de la Iberia Airlines, il reste cinq heures dans l'aéroport et prend une chambre dans un hôtel à Barajas, ville se trouvant à proximité, où il sera accompagné d'un homme de 41 ans qui s'enregistre sous le nom de Iqbal Afzal Admat, montrant un passeport irlandais. Les enregistrements de l'hôtel montreront qu'ils passèrent de longs coups de fil vers Hambourg mais aussi Manchester. D'après les services américains et la police espagnole, Atta aurait parcouru près de 2 000 km pendant ses 12 jours en Espagne pour des rendez-vous secrets, aurait loué une chambre à Sant Jordi, dans la région de Valence et à Salou, en Catalogne, où il aurait rencontré les futurs pirates de l'air Wail et Waleed al-Shehri. Pendant que Atta parcourt les premiers 300 km en Espagne, son camarade de chambre en Allemagne Ramzi Binalshibh, prend le vol charter hebdomadaire de Hambourg à Reus, en Catalogne. Son avion atterrit à 7 heures du matin le 9 juillet 2001 et trois heures plus tard, Binalshibh, accompagné d'un autre homme, roule aux alentours de l'hôtel Monica, à Cambrils. La rencontre d'Atta et de Binalshibh sera rapportée pour la première fois par le journal espagnol El Pais.
D'après les déclarations du manager de l'hôtel, Pere Gomez, la réceptionniste présente ce jour-là refusera, malgré les nombreuses chambres libres, de leur louer une chambre car elle n'apprécia guère Binalshibh. Concernant l'autre homme resté dans la voiture, la réceptionniste déclare ne pas avoir pu l'identifier. Après quelques vaines recherches, la réceptionniste accepte enfin de leur louer une chambre. Gomez confirme qu’ils y passèrent la nuit et partirent le matin suivant. L'identité de l'ami de Binalshibh reste un mystère pour les enquêteurs, mais sa description correspondrait à celle de Said Bahaji, 26 ans, de nationalité allemande, mais d'origine marocaine, contre lequel un mandat d'arrêt international fut lancé par la police allemande. Les officiels américains confirment eux que, d'après les déclarations du manager de l'hôtel, celui-ci n'a pas pu l'identifier avec certitude, il pouvait donc s'agir d'Atta. Atta aurait quitté Madrid le 9 juillet à bord d'une voiture louée, mais ne se serait enregistré dans un hôtel de la région de Salou que le 13 juillet 2001.

## Attentats

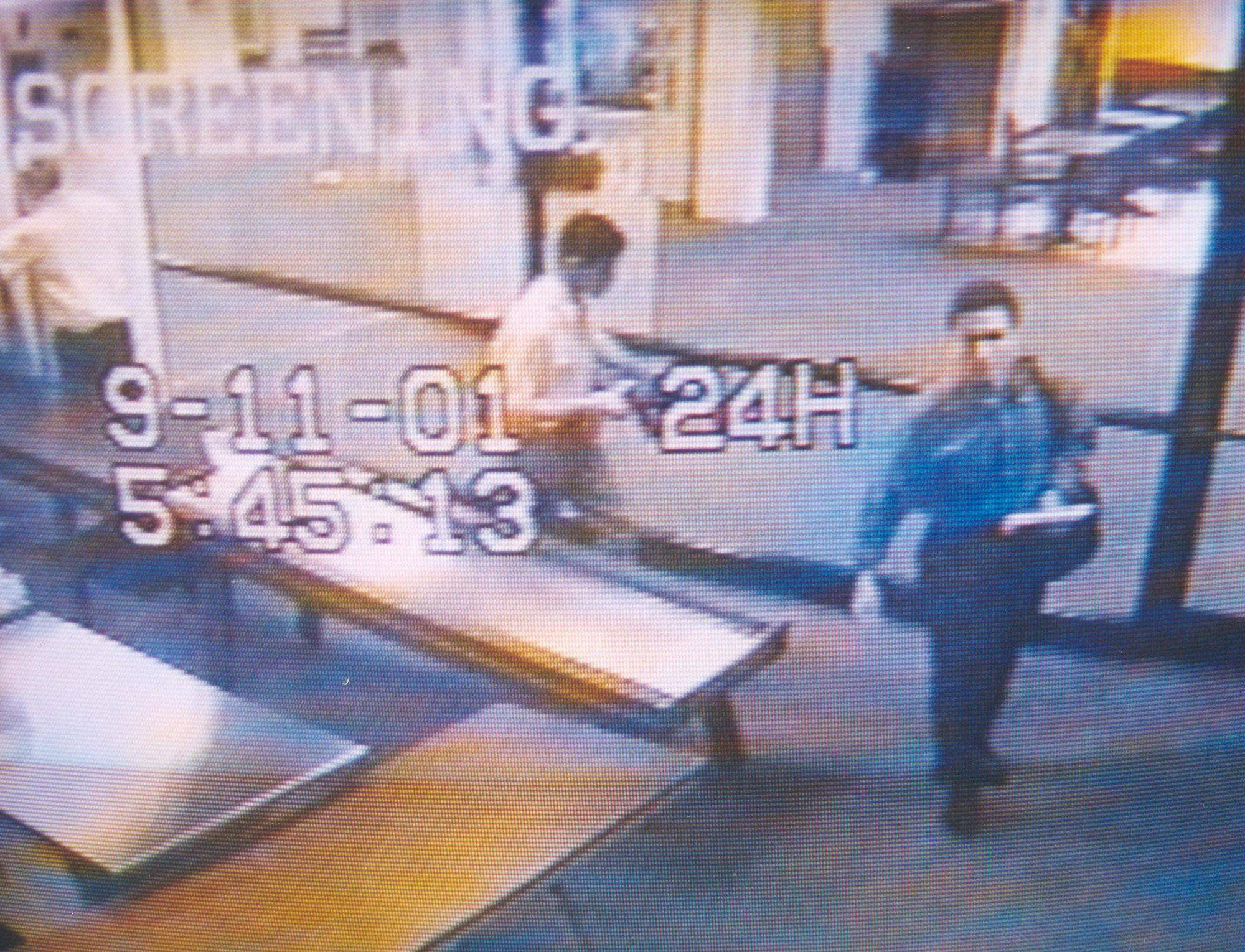
Atta (en chemise bleue) et Omari à l'aéroport international de Portland à Portland au matin du 11 septembre.

Mohamed Atta a rendu un excédent de 26 000 dollars à Moustapha Abou al-Yazid, le financier d'Al-Qaïda, deux jours avant les attaques du 11 septembre.
Le 11 septembre, il embarque à bord du vol American Airlines 11 et s'asseoit en siège 8D. Un quart d'heure après le décollage, il participe au détournement de l'avion et prend les commandes de l'avion qui s'écrase contre la tour Nord du World Trade Center à 8 h 46.

## Médias
Selon Paul Virilio, « la tour Montparnasse est infiniment plus solide que les Twin Towers de New York : son noyau est en béton. D'ailleurs, le terroriste Mohammed Atta, celui qui a percuté la première tour du World Trade Center, en savait quelque chose. Il était architecte et, dans la thèse qu'il avait faite à Hambourg, il dénonçait le principe de verticalité propre à l'urbanisation. Pour lui, la tour, c'était comme le donjon des châteaux de l'Occident ».

## Déclarations de sa mère en 2016
Le 11 septembre 2016, selon plusieurs médias français dont Europe 1, Le Point ou encore RT France, la mère de Mohammed Atta affirme que son fils est encore en vie et qu'il serait détenu par les États-Unis dans le camp de Guantánamo. Elle est persuadée que son fils est innocent et elle utilise une des nombreuses théories du complot à propos des attentats du 11 septembre 2001 en affirmant que les États-Unis ont eux-mêmes planifié l'attaque pour, dit-elle : « propager l'idée que l'islam, c'est le terrorisme ». Elle précise également que son mari, et donc le père de Mohammed Atta, décédé en 2008, aurait eu son fils au téléphone le lendemain des attaques.